# L.E.S.
L.E.S. (bürgerlich: Leshan David Lewis) ist ein Hip-Hop-Produzent, der oft mit dem Rapper Nas assoziiert wird, da seine erste Produktion Life's A Bitch für Nas’ Debütalbum Illmatic war.
Geboren wurde er in den berüchtigten Queensbridge Projects in New York, wo auch andere bekannte Künstler wie Nas, Mobb Deep (Prodigy und Havoc), Capone-N-Noreaga, Marley Marl oder Cormega herkommen.

## Produktionen
1994
- Nas (feat. AZ) – Life's A Bitch

1995
- AZ – Sugar Hill
- AZ – Sugar Hill (Remix)
- N-TYCE – Sure Ya Right (L.E.S. Remix)
- Fat Joe – Envy
- Fat Joe (feat. Doo Wop) – Fat Joe's In Town

1996
- Mobb Deep & ACD – Street Life
- Royal Flush – Worldwide
- Nas (feat. Jo-Jo Hailey) – Black Girl Lost
- Nas – Suspect
- Shyheim – Shaolin Style
- Shyheim – Shaolin Style (Remix)

1997
- The Firm (feat. Dawn Robinson) – Firm Biz
- Will Smith – Gettin' Jiggy Wit It
- Will Smith – Miami
- Will Smith – Big Willie Style
- Royal Flush – Reppin'
- LL Cool J (feat. Busta Rhymes) – Starsky & Hutch

1998
- Big Pun (feat. Fat Joe, Armageddon, Triple Seis & Cuban Link) – Glamour Life
- Fat Joe – The Crack Attack
- Nas – BlAZ (Rapper)|e A 50
- Noreaga (feat. Chico DeBarge) – The Way We Live
- Noreaga (feat. MAZ (Rapper)|e) – Da Story
- AZ (feat. Nas) – How Ya Livin'
- AZ – Just Because
- MC Lyte – My Time
- Flipmode Squad – Everything

1999
- Blaque Ivory – Bring It All To Me
- Made Men – Classic Limited Edition
- Nas (feat. Scarface) – Favor For A Favor
- Nas – I Want To Talk To You
- Nas (feat. DMX) – Life Is What You Make It
- Nas – K-I-SS-I-N-G
- Nas – Undying Love
- Rahzel – Suga Sista
- Nas – Life We Chose
- Nas – tradamus
- Nas (feat. hawn & Millennium Thug) – Last Words
- Nas – Big Girl
- Nas – New World

2000
- Amil (feat. Beyoncé) – I Got That
- The Bravehearts – Intro (QB's Finest)
- Capone, Cormega, Marley Marl, MC Shan, Millennium Thug, Mobb Deep, Nas, Nature, Tragedy Khadafi – Da Bridge 2001
- Nas & Ruc – Real Niggas
- Nas – Find Ya Wealth
- Cormega, Jungle & Poet – Straight Outta Q.B.
- Nature – Fire
- Nas & Pop – Street Glory
- Chaos, Littles, Craig G & Lord Black – We Break Bread
- Nature – Shit Like This
- Capone-N-Noreaga – Phonetime
- Capone-N-Noreaga (feat. Nas) – B EZ
- Big Pun – My Turn

2001
- Jennifer Lopez (feat. Ja Rule) – I'm Real (Murder Remix)
- Nas (feat. AZ) – The Flyest
- Nas – Every Ghetto

2002
- AZ – Take It Off
- Will Smith – Block Party
- N.O.R.E. (feat. Complexions) – Black Clouds
- Nas – U Gotta Love It
- Nas – Nothing Lasts Forever

2003
- The Bravehearts (feat. Nas) – Bravehearted
- The Bravehearts – I Wanna

2004
- Nas – A Message To The Feds, Sincerely, We The People
- Nas – Disciple
- Nas – Rest Of My Life
- Nas (feat. Quan) – Just A Moment
- Nas (feat. Emily) – Reason
- Nas – Remember The Times
- Nas – The Makings Of A Perfect Bitch
- Nas – Me & You (Dedicated To Destiny)

2005
- Cassidy (feat. Mario) – Kick It With You
- Kool Savas & Azad – All 4 One

2006
- Nas – Money Over Bullshit
- Nas – You Can't Kill Me
- Nas (feat. Jay-Z) – Black Republican
- Nas (feat. Chrisette Michele) – Hope

| Personendaten    | Personendaten                         |
| ---------------- | ------------------------------------- |
| NAME             | L.E.S.                                |
| ALTERNATIVNAMEN  | Lewis, Leshan David (wirklicher Name) |
| KURZBESCHREIBUNG | Hip-Hop-Produzent                     |
| GEBURTSDATUM     | 20. Jahrhundert                       |